# Tribalismo

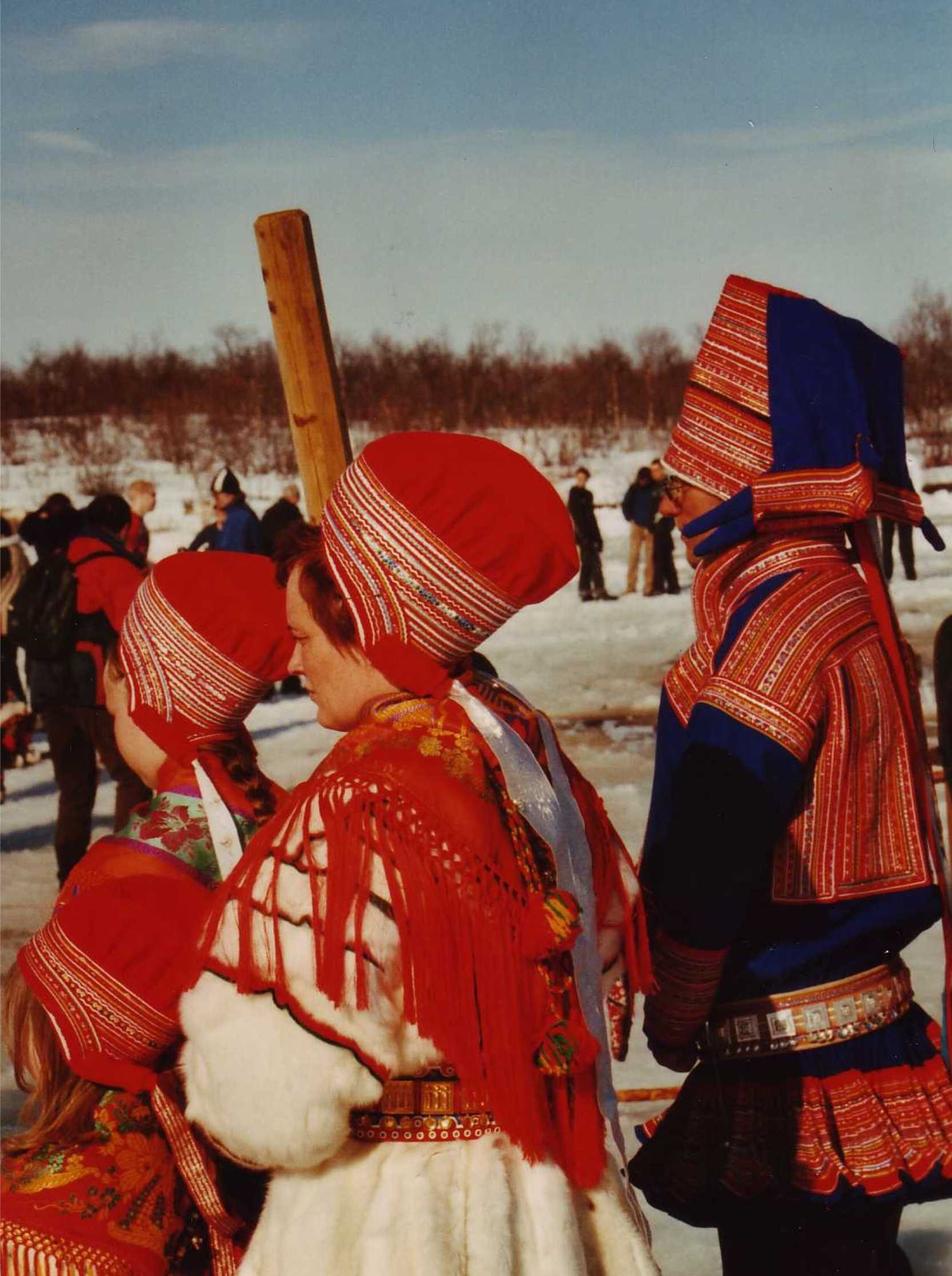
Familia sami con vestimenta tradicional, el pueblo sami habita en la región de Laponia.

Según la Real Academia Española el tribalismo (de tribal e -ismo) es la tendencia a sentirse muy ligado al grupo de gente al que se pertenece, y a ignorar al resto de la sociedad. El término tribalismo es una noción antropológica, pero que no pertenece únicamente a estudios antropológicos. Esta noción por lo general hace alusión a distintas formas de identidad, asociación, pertenencia, grupo etario de individuos que por lo general se atribuye a las comunidades conformadas por seres humanos. Engloba diferentes manifestaciones como creencias, tradiciones, lenguaje, arte, cultura, identidad de género, religiones, etc., que en un principio se atribuían provenientes de pequeñas comunidades denominadas comúnmente como tribus. Sobre el tribalismo a distintos estudios la mayoría a nivel cultural y social pero pocos a nivel científico o biológico por lo que el término aún sigue siendo de uso ambiguo y muy amplio. Por lo general se considera que esta noción reafirma algunas formas o tipos de sentido de pertenencia y que permiten formas de autorrealización tanto individual como colectivas. En otras palabras, es una noción que implica sentido de mundo desde distintos modos de perspectivas sean locales o de cualquier otra índole. En la actualidad se acude a esta noción para hacer referencia a la unión o agrupación de personas con costumbres, tradiciones, origen étnico o intereses comunes. Hay quienes considera que el término tribalismo se puede acudir a distintas formas de organizaciones, aspecto que se debate en entornos académicos porque el término organización puede tener varias formas de comprensión. Afirmar que una tribu es igual a una organización resulta problemático debido a la existencia de las diásporas y lo que estas han representado a nivel histórico, cultural y regional en distintas partes del mundo.
Los politólogos, por su parte, usan el término tribalismo como sinónimo de «neonacionalismo» y se ha empleado para definir el Brexit, la Hungría de Viktor Orbán o la Polonia del PiS. Según la politóloga danesa Marlene Wind el fenómeno de la tribalización sería una mezcla de antiglobalismo y política identitaria. Esta politóloga define el tribalismo como el fenómeno en el que «grupos culturales, étnicos y nacionalistas de tamaño y niveles de organización diversas aspiran cada vez más a revocar las estructuras internacionalistas creando, fundando o manteniendo sus propios Estados o entidades análogas a estos, al tiempo que (retóricamente o en la práctica) excluyen de ellos a otros». Por ejemplo, el politólogo español Alberto Reig Tapia ha caracterizado al nacionalismo catalán protagonista del procés como «tribalismo ideológico». Otros autores como es el caso de Loretta Napoleoni, analista política, periodista y economista italiana retoma el término de tribalismo como una propuesta impulsora y novedosa de ver a la economía, dentro de su libro "Economía Canalla La nueva realidad del capitalismo (2008)" ejemplifica a partir de la economía islámica los procesos que permitieron su auge, esto a través del impulso de sentimientos como el compañerismo y la pertenencia.

## Generalidades

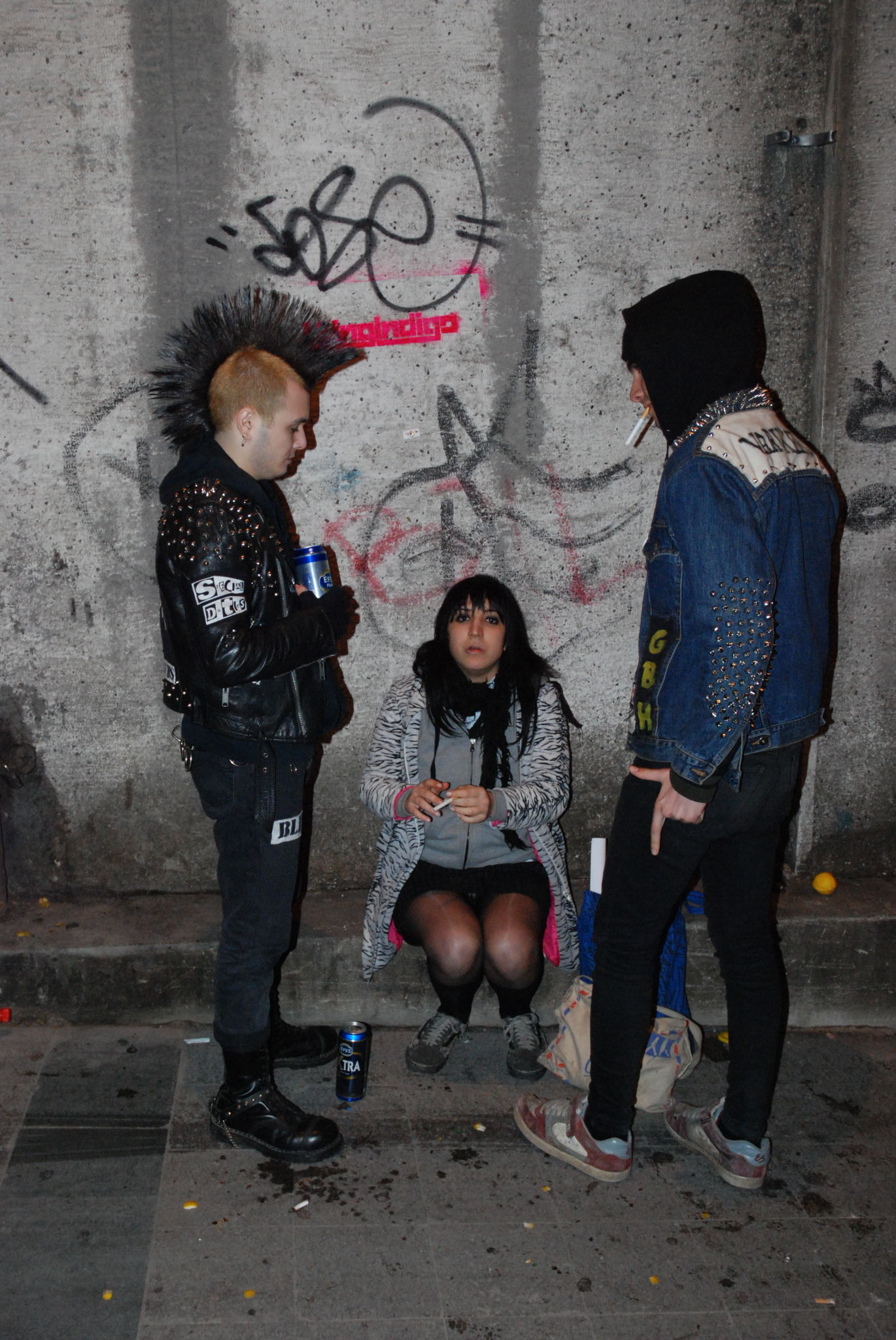
Grupo de Punks, las tribus urbanas se desarrollan principalmente en ciudades.

La palabra "tribalismo" puede referirse a dos conceptos distintos, pero relacionados.
El primero es un sistema social donde la sociedad humana está dividida en pequeños subgrupos independientes llamados tribus. El Tribalismo, es una manera de restaurar el orden social, ya que centra en la noción de familia sea por consanguinidad o por algún vínculo afectivo, emocional, regional o de otro tipo. El tribalismo no es el eje central de la sociedad aunque algunas personas pretendan sostener dicha afirmación. Esto sucede porque generalmente se suelen confundir las costumbres como los aspectos tradicionales de una comunidad. Sin embargo a esta noción se le adhiere muy fácilmente la idea de familia  debido a la carga normativa con la cual se suele interpretar arbitrariamente o por desconocimiento. 
El otro concepto al cual la palabra "tribalismo" frecuentemente se refiere es la posesión de una fuerte identidad cultural o étnica que separa a un individuo como un miembro de un grupo del individuo miembro de otro grupo. Este fenómeno está relacionado al concepto de sociedad tribal en el cual eso es una precondición para los miembros de una tribu el poseer un fuerte sentimiento de identidad para la formación de una verdadera sociedad tribal. La distinción tras estas dos definiciones para la palabra tribalismo es importante porque, mientras la sociedad tribal escasamente existe en occidente, tribalismo, para la segunda definición, está extendida. Se ha postulado que el cerebro humano está ligado fuertemente al tribalismo a causa de sus ventajas evolutivas.
Es el sentimiento que tiene un ser humano por el grupo humano y/o medio al que se siente ligado por unos determinados valores, cultura, historia y afectos. Es el equivalente al orgullo que siente una persona por pertenecer a una familia, cofradía o patria.
Sus detractores afirman que si este sentimiento no existiese, se podrían evitar muchos de los actuales problemas de convivencia social, como son la integración forzada, el secuestro de las mujeres y niños, el asesinato, la xenofobia, el racismo, el genocidio, la extinción y las guerras. Suele ir acompañado de la destrucción o el expolio de sus bienes: casas, tiendas, centros religiosos, etcétera. El término ha sido usado históricamente para denotar actos de violencia indiscriminada, sean espontáneos o premeditados.
La persecución entre seres humanos va mucho más allá de estar dirigida a grupos religiosos, étnicos o políticos. Cualquier diferencia identificable en apariencia o comportamiento puede servir de base a la persecución.
Pensamiento de grupo, es un término acuñado para describir el proceso por el cual un grupo puede tomar decisiones malas o irracionales. En una situación de pensamiento de grupo, cada miembro del grupo intenta conformar su opinión a la que creen que es el consenso del grupo.

## Tribu y tribalismo en antropología

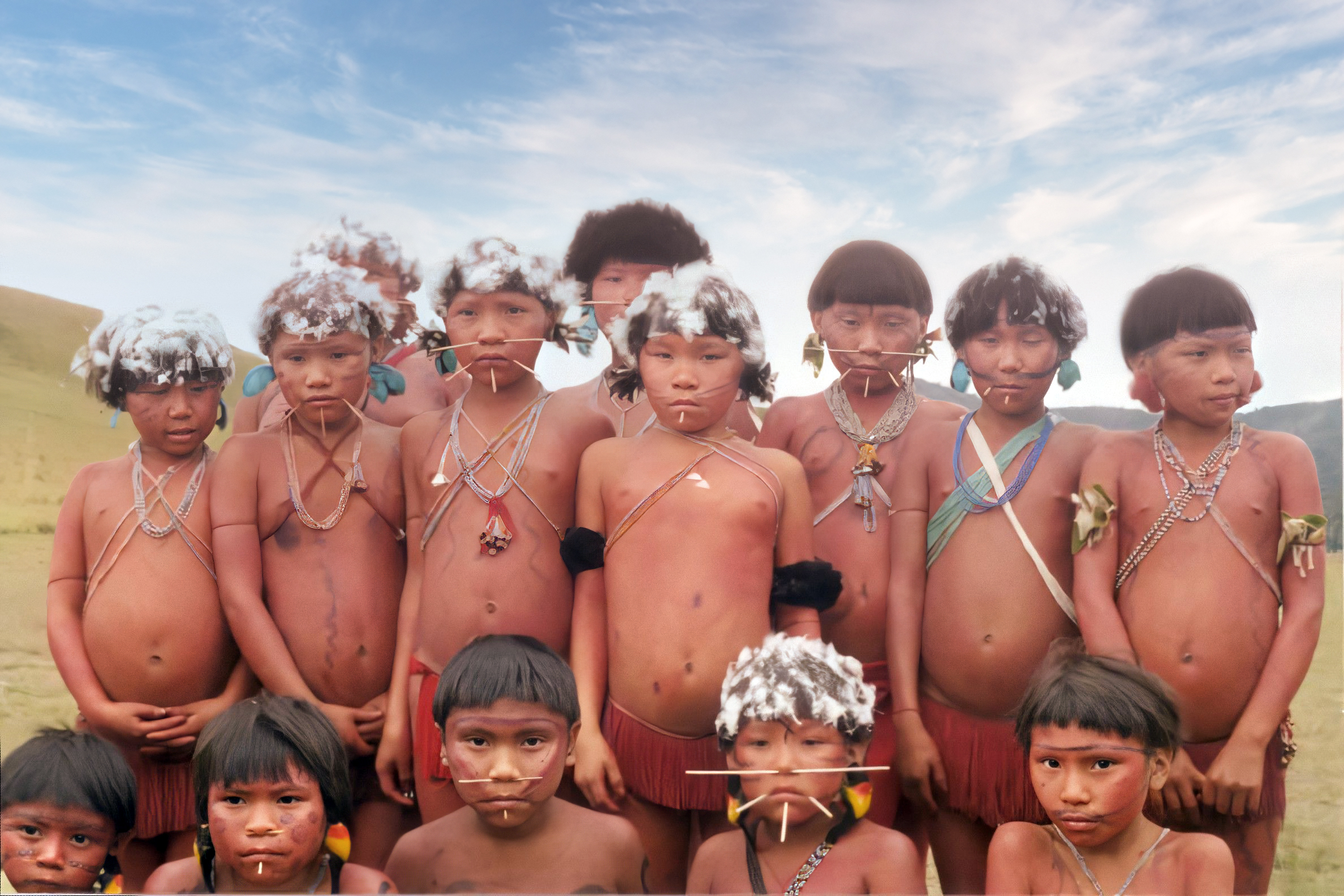
Niños Yanomamis en el Estado Amazonas, Venezuela.

Mientras el etnocentrismo es uno solo de los muchos métodos menores de agregación de la cultura universal humana, el término "tribalismo" ha llegado a ser una especie de sinónimo. Esto es debido largamente al Eurocentrismo de los primeros antropólogos que plasmaron la sociedad tribal en un modelo simplista de evolución cultural.
La sociedad actual no es homogénea, sino que sigue dividida en pequeños subgrupos. En las sociedades humanas, todavía sigue la persecución por parte de sectas, tribus urbanas, y otros grupos tribalistas sociales que se organizan en torno a afinidades elegidas, con odio o miedo a los diferentes, pretendiendo eliminar o integrar a los otros borrando las diferencias. Esta actitud tan extendida, muestra la dificultad para aceptar la diferencia y no admitir la integración más que como una completa asimilación. Esta persecución no es reconocida como tal por los perseguidores, solamente por sus víctimas o por observadores externos. La eliminación del individualismo en las sociedades, la necesidad tribalista de relacionar a las personas, a través de compartir gustos comunes, ha surgido periódicamente a lo largo de la Historia. Así, por ejemplo, ocurrió en el Renacimiento o en la decadencia romana de los siglos III y V.
Los perseguidores no sienten que haya nada malo en sus acciones o lo racionalizan como de escasa importancia o temporal si lo comparan al fin que buscan, contrarrestar lo que consideran una mayor y más seria amenaza, "El fin justifica los medios" en sus actos. Como en otros comportamientos de agresor y víctima, el agresor culpa a la víctima de la agresión. La justificación más común es que buscan protegerse a sí mismos, a sus familias y a la sociedad de lo que ellos perciben como peligrosa influencia del grupo perseguido.

## Tribalismo y violencia
El término "tribalismo" preso en el sentido de sociedad estructural, usualmente porta unas connotaciones relacionadas con que la sociedad no está solamente dividida en grupos y en los últimos años ha tomado una significancia en relación con una violencia estructural entre distintos grupos por su ideología, creencias y aspectos religiosos que los llevan a mantener  comportamientos altamente hostiles los unos con los otros. Por tanto, en recientes discusiones algunos comprenden el término "tribalismo" como una estructura social que connota una sociedad dividida en conflictos civiles entre miríadas de pequeños grupos.